# Carlos Bonet
Carlos Bonet Cáceres (Asunción, 2 de outubro de 1977) é um futebolista paraguaio que atua como lateral-direito. Atualmente defende o Deportivo Capiatá.

## Títulos
Libertad
- Campeonato Paraguaio (4): 2002, 2003, 2006 e 2010 (Clausura)

Cerro Porteño
- Campeonato Paraguaio (1): 2013 (Clausura)